# Francesillo de Zúňiga

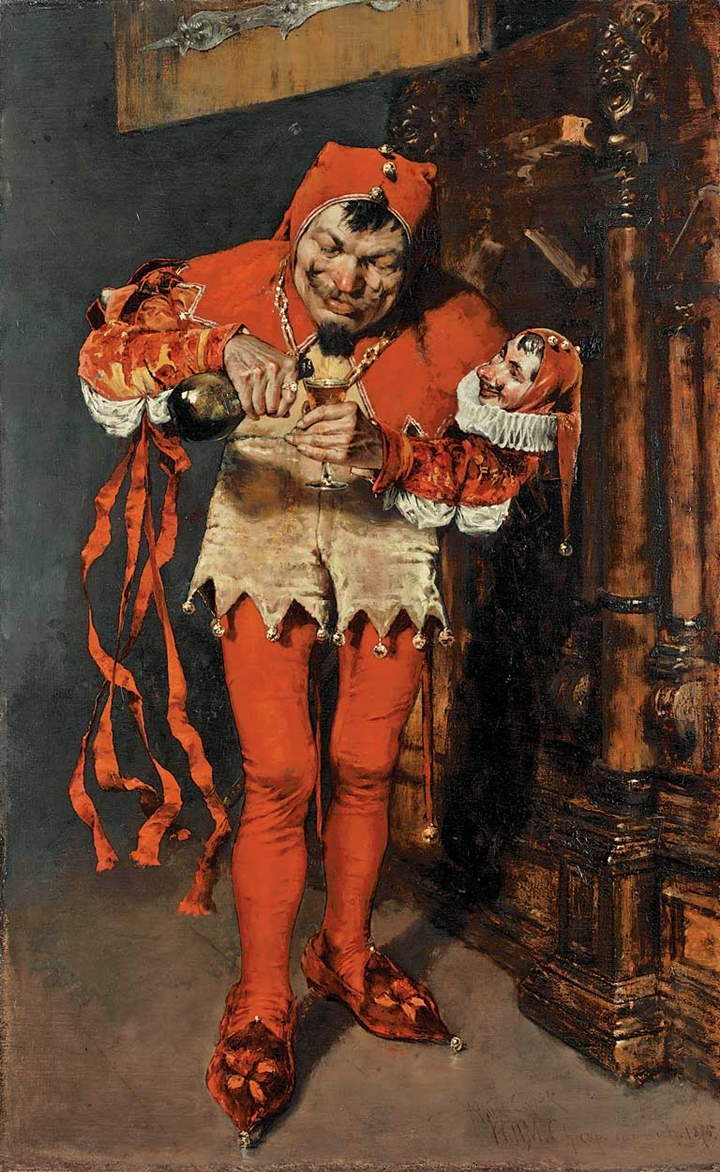
Schilderij van een hofnar, door William Merritt Chase (1875)

Francesillo de Zúñiga (Béjar, 1490 – Navarredonda, 1532) was een Spaanse hofnar in dienst van keizer Karel V (die ook koning Karel I van Spanje was).
Zúñiga was een dwerg en kreeg vanwege zijn beperkte lengte de verkleinnaam van Frances, Francesillo, toegewezen. Hij was van Joodse afkomst, in zijn tienerjaren was hij was kleermaker.

## Biografie
Francesillo beweerde afkomstig te zijn uit het huis Zúñiga, maar in werkelijkheid was hij alleen een bediende in dienst van graaf Álvaro de Zúniga. Dit was de 1e hertog van Béjar, de plaats waar Francesillo geboren werd. Rond 1505 trouwde Francesillo met Isabel de la Serna, met wie hij twee zonen kreeg, Mariana en Álvaro.
Zijn gevoel voor humor werd opgemerkt door Karel V die hem rond 1524 aannam als hofnar. Hij behoorde tot het vaste personeel van de koning en trok met hem mee als Karel op reis ging.
Hij schreef in 1527 een historische kroniek, Corónica Istoria (sic), een manuscript in vijfenveertig hoofdstukken, later uitgegeven onder de titel Crónica Burlesca, dat sterk verschilde van de sobere verslagen van de officiële geschiedschrijvers. De gebeurtenissen die hij beschrijft lopen vanaf 1525 tot en met 1529. Juist vanwege de afwijkende en ongecensureerde beschrijvingen is dit boek een waardevolle bron voor wetenschappers.
Het boek begint met de dood van Ferdinand en geeft een beeld van de verschillende personen die zie zich in hofkringen bewogen. Francesillo beschreef de meest vooraanstaande edelen die al dan niet deel uitmaakten van het hof, zoals Alonso de Fonseca, aartsbisschop van Toledo, Juan Pardo de Tavera, aartsbisschop van Santiago de Compostela, en de hertog van Alva, García Álvarez de Toledo y Enríquez. Dat deed hij soms zonder veel respect en maakte mensen uit voor hielenlikker, overspelige, en homo.
Sommige van delen geven de indruk dat hij op goede voet leefde met de adel en de rest van het hof. In andere stukken laat hij zich echter bitter en spottend uit over het hofleven en ontziet zichzelf daarbij niet. Waarschijnlijk droeg hij ook voor uit de Crónica Burlesca. Zijn sarcastische opmerkingen schoten de anderen af en toe in het verkeerde keelgat en hij slaagde erin om Karel V te beledigen. Een enkele keer werd hij geslagen, maar de manier waarop hij daarover schrijft doet vermoeden dat hij dit als een normaal onderdeel van zijn betrekking als hofnar beschouwde.
Hij beschrijft onder meer de hofraad gehouden op 17 maart 1527 in Valladolid. Nadat alle edelen hun woordje hebben gedaan en de hofraad eindelijk is afgelopen zegt Karel V vrolijk: "Gaat heen, verdoemden. Want verdoemd zijn zij die in het volk vertrouwen!".
Behalve deze kroniek is er een verzameling Brieven verstuurd aan illustere personen, in het Spaans Cartas enviadas a diversas ilustres personas. In de eerste brief begint Francesillo met een laatste wilsbeschikking en een testament. Hij beschrijft daarbij in het kort zijn liefdesrelaties met verschillende vrouwen, waarbij hij opmerkt: "Ik twijfel of God mij daarboven een verdere straf zal opleggen, na er hier mee begonnen te zijn, voor al die zondevolle liefde die eigenlijk geen liefde was".
De kroniek was populair, er zijn tot op heden nog tweeëntwintig exemplaren van overgebleven. Pas in 1855 werd het door de Biblioteca de Autores Españoles gedrukt en uitgegeven.
In 1529 werd hij van het hof verbannen en trok hij naar Navarredonda, waar hij drie jaar later om het leven werd gebracht, waarschijnlijk door een moordenaar die was ingehuurd door een van de personen die hij in zijn Crónica Burlesca te kijk had gezet. Volgens de overlevering behield hij zelfs tijdens het uitblazen van de laatste adem zijn gevoel voor humor. Zijn vriend Perico de Ayala vroeg hem toen of hij in de hemel aangekomen een goed woordje voor hem wilde doen. De nar antwoordde gevat: “Bind een touwtje om mijn vinger, zodat ik het niet vergeet”.